# 第三世班禪額爾德尼
羅桑丹珠（藏语拼音：Wênsaba Lobsang Toinchub，1505年—1568年），第三世班禅喇嘛。1505年出生，1568年逝世，年63岁。 
生在后藏拉奎恩萨格吉切玛，索南多吉的儿子。自幼崇敬宗喀巴，八岁便自挂项珠，披白绸单，独自坐在月下。十一岁从大德扎巴顿珠剃发出家，受沙弥戒，法名羅桑丹珠。跟随极拉热聆听菩提道次第、时轮金刚、大盛德金刚等，随从曲吉罗珍结村学密谛，受灌顶。后驻扎什伦布寺向罗桑希业学习显密。十七岁随竹青曲吉云游各名寺。蒙白马金赐神通经卷，亲受灌顶，获得竹青之位，建顿萨曲宫在恩萨，著有《恩萨全集》，1566年二月廿三圆寂，在隐更寺建塔供养。